# Pluractionaliteit
Pluractionaliteit is een aspect dat in de werkwoordsvorm zelf tot uiting komt en het meervoud van een van de argumenten van het werkwoord (het onderwerp of lijdend voorwerp) uitdrukt. De betekenis van dit aspect komt gedeeltelijk overeen met die van iterativiteit, maa het gaat in dit geval uitsluitend om meervouden.
Vaak is het zo dat bij transitieve werkwoorden pluractionaliteit betrekking heeft op het lijdend voorwerp, terwijl dit aspect bij intransitieve werkwoorden betrekking heeft op het onderwerp. De precieze betekenis hangt af van de betekenis van het werkwoord in de cotnext. Pluractionaliteit heeft uitsluitend op meervouden betrekking, en dient dus te worden onderscheiden van ergativiteit.

## Ainu
Het Ainu kent zogeheten "telwerkwoorden", waarvan de meeste van gewone werkwoordsvormen worden afgeleid door middel van het iteratieve suffix -pa; zo betekent bijvoorbeeld kor- "hebben" en kor-pa "veel dingen hebben"; daarnaast bestaat de causatieve vorm kor-pa-re "iemand (een persoon) veel dingen geven", en hiervan wordt weer een nieuwe pluractionele vorm afgeleid: " kor-pa-yar", "veel mensen veel dingen geven".
hosip-pa-pa "iedereen kwam terug"
In de volgende Sinu-werkwoordsvormen manifesteert het pluractionele aspect zich als suppletie:
| Enkelvoud  | Meervoud | Vertaling. |
| ---------- | -------- | ---------- |
| an         | oka(y)   | zijn'      |
| as         | roski    | staan      |
| a          | rok      | zitten     |
| arpa, oman | paye     | gaan       |
| ek         | arki     | komen      |
| rayke      | ronnu    | vermoorden |
| uk         | uyna     | nemen      |

## Georgisch
Het Georgisch maakt een typisch onderscheid tussen werkwoordelijk en naamwoordelijk getal; een zelfstandig naamwoord met een telwoord als determinator staat altijd in het enkelvoud, terwijl het semantisch een meervoud is. De pluractionaliteit komt echter in de vorm van het werkwoord tot uiting:
- Enkelvoudig onderwerp, enkelvoudig werkwoord:

ivane da-ǧd-a
John(ENK) (PERF)-zitten(enk)-(3e) enk
"John ging zitten"
- Enkelvoudig onderwerp, enkelvoudig werkwoord:

čem-i mšobl-eb-i da-sxd-nen
mijn-ABS ouder-meerv-abs. perf-zitten(meerv.)-3e pers. meerv.
"Mijn ouders gingen zitten"
- Grammaticaal enkelvoudig, semantisch meervoudig onderwerp:

čem-i sam-i megobar-i da-sxd-a
mijn-abs drie-ABS vriend(enk)-abs perf-zitten(meerv)-3e enk.
"Mij drie vrienden gingen zitten"

## Andere talen
In sommige Muskogitalen (zoals het Koasati) en in het Hopi worden enkelvoud, meervoud en dualis in de werkwoordsvorm onderscheiden. Het is echter niet zeker of het hier vormen van pluractionaliteit betreft.
In het Centraal Pomo wordt onderscheid gemaakt tussen het werkwoord ʔčʰá·w, "zitten", en het pluractionele napʰów. Het perfectiefmarkerende suffix -w kan worden vervangen door -t om een meervoudig lijdend voorwerp te markeren:
- háyu š-čé-w

hond hoek-pakken-perf.
- "Hij bond de hond vast."

- háyu š-čé-t

hond hoek-pakken-perf.meerv.
"Hij bond de honden vast."